# Ozero Koranevskoje
Ozero Koranevskoje (ryska: Озеро Кораневское) är en sjö i Belarus.   Den ligger i voblasten Vitsebsks voblast, i den norra delen av landet, 180 km nordost om huvudstaden Minsk. Ozero Koranevskoje ligger 117 meter över havet. Arean är 0,16 kvadratkilometer. Den sträcker sig 0,8 kilometer i nord-sydlig riktning, och 0,4 kilometer i öst-västlig riktning.
I omgivningarna runt Ozero Koranevskoje växer i huvudsak blandskog. Runt Ozero Koranevskoje är det glesbefolkat, med 18 invånare per kvadratkilometer.